# Langerin
Langerin (synonym CD207, C-type lectin domain family 4 member K) ist ein Protein in Langerhans-Zellen.

## Eigenschaften
Langerin ist ein Transmembranprotein des Typs II und ein C-Typ-Lektin. Neben Langerhans-Zellen wird Langerin auch von CD103-positiven dendritischen Zellen der Haut und CD8-positiven dendritischen Zellen der Milz exprimiert. Langerin ist intrazellulär in Birbeck-Granula lokalisiert und leitet deren Bildung ein. Als Lektin bindet Langerin Mannose. Vermutlich dient Langerin durch die Bindung von Mannose dem Immunsystem als Resistenzfaktor, z. B. bei HIV-1, Mykobakterien und Candida. Während Langerin eine Infektion von dendritischen Zellen mit HIV-1 durch die Haut hemmt, führt das C-Typ-Lektin DC-SIGN zu einer Infektionsverstärkung.